# Enseu
Enseu és un poble petit del terme municipal de Baix Pallars, a la comarca del Pallars Sobirà. Pertanyia a l'antic terme, suprimit el 1969, de Gerri de la Sal.
Està situat a llevant de l'antic cap de municipi, Gerri de la Sal, a l'esquerra i bastant lluny de la Noguera Pallaresa, a la dreta del Barranc d'Enseu. És al capdavall del vessant sud del Tossal de Sant Mauri.
Enseu té l'església romànica de Sant Esteve en el mateix poble. El 2013 tenia 4 habitants.

## Etimologia
Segons Joan Coromines, Enseu, Useu i Buseu comparteixen 
terminació, del basc itze evolucionat en català a -eu. En el cas d'Enseu, seria l'arrel basca antz (ovella) evolucionada en català a ens, amb l'afegitó del sufix col·lectivitzador abans esmentat. Lloc abundant en ovelles, podria ser la interpretació del topònim.

## Geografia

### El poble d'Enseu
Enseu està situat en un coster, amb les cases disposades longitudinalment quasi totes a la mateixa alçada. Formen una mena de carrer, amb l'església de Sant Esteve situada a 
l'extrem de llevant del poble.

#### Les cases del poble[3]
| - Casa Adelaida - Casa Andreu - Casa Bepa - Casa Bosc | - Casa Francesc - Casa Galet - Casa Gaspar - Casa Gravat | - Casa Huguet - Casa Lleonard - Casa Marta | - Casa Miquelet Perigó - La Rectoria - Casa Roi | - Casa Trementina - Casa Vilesa - Casa Xera |

## Història

### Edat mitjana
A l'Inventari de Gerri de la Sal del 1777 es diu que Enseu ja consta el 777, i havia estat conquerida pel comte Frèdol, amb les armes de Carlemagne.

### Edat moderna
En el fogatge del 1553, Ausen declara 1 sol foc, laic.

### Edat contemporània
Enseu és un dels pobles que tingué ajuntament entre 1812 i 1847, any en què s'hagué d'unir a Gerri de la Sal en no superar els 30 veïns (caps de casa), exigits per la llei municipal que es va aprovar el 1845.
Pascual Madoz dedica un breu article del seu Diccionario geográfico... a Enseu. S'hi pot llegir que el poble està situat en un lloc envoltat de muntanyes molt elevades, on és combatut pels vents del nord i de llevant. El clima hi és fred, i propens a inflamacions i apoplexia. Tenia en aquell moment 16 cases i una font per a subministrar d'aigua els veïns. Tenia una església, dedicada a Sant Esteve, sufragània de la de Gerri de la Sal. Descriu el territori d'Enseu com a aspre i muntanyós, amb importants boscos, molt densos.
S'hi collia blat, sègol, ordi, patates i llegums de tota mena, s'hi criaven ovelles, vaques i mules. Hi havia caça abundant de llebres, conills i perdius. La població, que comptabilitza juntament amb Sant Sebastià de Buseu, era de 6 veïns (caps de casa) i 34 ànimes (habitants).

## Demografia
| 1857 | 1920 | 1960 | 1970 | 1981 | 2000 | 2002 | 2004 | 2006 | 2008 | 2010 | 2011 | 2013 |
| ---- | ---- | ---- | ---- | ---- | ---- | ---- | ---- | ---- | ---- | ---- | ---- | ---- |
| 34   | 26   | 13   | 9    | 6    | 3    | 3    | 3    | 4    | 3    | 4    | 4    | 4    |

## Comunicacions
La pista d'Enseu relliga directament Enseu amb Gerri de la Sal, en 5,8 quilòmetres de recorregut si se segueix la ruta actual, que surt del sud del poble per la pista de Baén, o en uns 4 si se segueix el traçat vell, pel pont de Gerri.